# La-33
La-33 (hiszp. La Treinta y Tres) – kolumbijska grupa muzyczna grająca głównie salsę.

## Historia
Grupa została założona w 2002 roku przez braci Sergio i Santiago Mejía. Zebrali oni grupę znajomych grających wcześniej różne gatunki muzyczne m.in. rock, jazz, reggae i ska. Nazwa grupy pochodzi od ulicy Calle 33 w Bogocie, gdzie muzycy spotykają się. W 2004 wydali swoją pierwszą płytę zatytułowaną „la-33”, na której można znaleźć 9 własnych kompozycji oraz „La pantera mambo” – salsową wersję tematu z Różowej Pantery Henry’ego Macini. Płyta ta odniosła niespodziewany sukces. Pomimo braku kontraktu z wytwórnią muzyczną została sprzedana w ponad 20000 egzemplarzy.
La-33 gra muzykę afrokubańską – salsę, boogaloo, latin jazz. Ich salsa jest bliższa tej granej w latach 70., niż popularnej później salsa romantica.

## Koncerty w Polsce
Orkiestra La-33 występowała dwukrotnie w Polsce:
- 7 listopada 2008 na Warsaw Salsa Festival[1]
- 18 czerwca 2011 podczas Ethno Port Poznań Festiwal

## Dyskografia
- la-33 (2004)
- Gózalo (2007)
- ¡Ten Cuidado! (2009)
- Tumbando por Ahi (2013)